# Station Surabaya Pasar Turi
Station Surabaya Pasar Turi is het grootste spoorwegstation in Surabaya, in de Indonesische provincie Oost-Java. Het ligt nabij de gelijknamige markt Pasar Turi.

## Bestemmingen
- Argo Bromo Anggrek  naar Station Gambir
- Cepu Ekspress  naar Station Cepu
- Kertajaya  naar Station Pasar Senen
- Komuter Sulam  naar Station Lamongan
- Sembrani  naar Station Gambir
- Harina  naar Station Bandung via Station Semarang Tawang